# Alison Brie
Alison Brie Schermerhorn  (Hollywood, 29 de dezembro de 1982) é uma atriz e produtora norte-americana.

## Biografia
Brie nasceu em Hollywood, Califórnia, filha de Terry Schermerhorn, um músico e jornalista, e de Joanne Brenner, que trabalha para a ONG, Para Los Ninõs. Alison tem uma irmã chamada Lauren e a sua mãe é judia. Os pais de Alison divorciaram-se quando ela ainda era criança e ela recebeu uma educação em parte judia e em parte uma fusão de cristianismo e hindu.
Brie começou sua carreira no palco do Centro Comunitário Judaico no sul da Califórnia. Ela se formou no Instituto de Artes da Califórnia com uma licenciatura em teatro. Antes de se tornar um atriz de televisão, Brie tinha trabalhado como palhaço em festas de aniversário, realizada no teatro e na Califórnia.
Por um tempo, Brie estudou na Royal Scottish Academy of Music and Drama, em Glasgow, Escócia.
Alison é casada com Dave Franco, irmão do ator James Franco. Os dois começaram a namorar em 2012 e casaram-se em 2017.

## Carreira

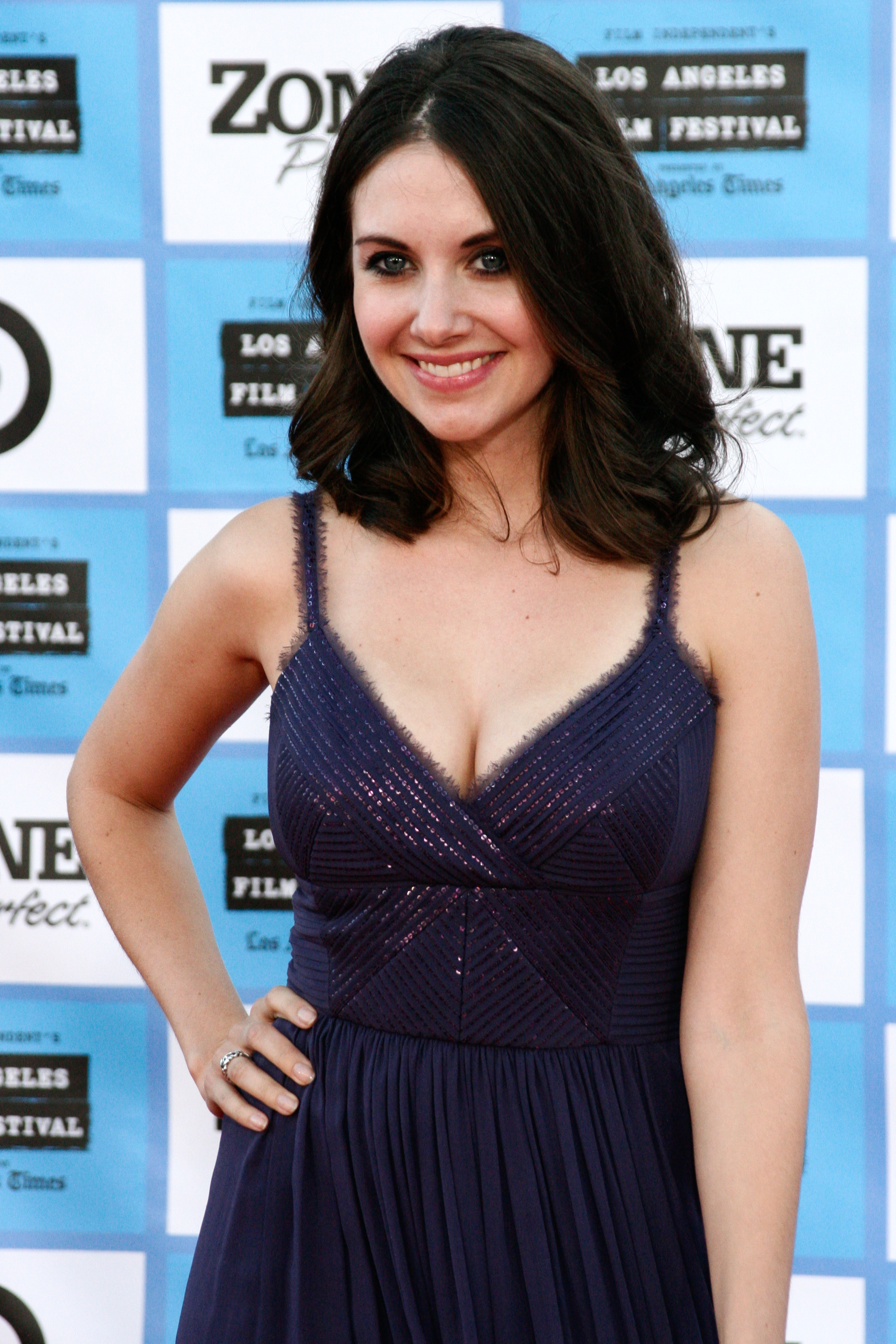
Brie no Festival de Cinema de LA 2009

Um dos primeiros papéis de Brie na televisão foi com um papel pequeno na personagem Nina, uma cabeleireira iniciante, em Hannah Montana. Ela então passou a carreira em diante atuando na série da Web My Alibi. Brie fez testes e foi escolhida para o papel de Trudy Campbell em Mad Men. Ela interpreta Annie Edison em Community.
Em 15 de abril de 2010, Bri foi co-organizadora no G4's Attack of the Show. Brie também apareceu para um segmento curto no programa G4, Web Soup. Ela tem um papel como co-protagonista no próximo filme Montana Amazon. Ela ficou 2010 Maxim's a lista de mais sexys do mundo Hot 100 de número 99.
Alison teve papéis de destaque em vários filmes, incluindo o papel de assistente da personagem Sidney Prescott no filme de terror Scream 4 e de Suzie Barnes-Eilhauer na comédia The Five-Year Engagement. Em 2014, fez a voz da Princess Unikitty em The Lego Movie e teve ainda um papel recorrente como Lindsay na série de animação American Dad!. No ano seguinte protagonizou, com Jason Sudeikis, a comédia romântica Sleeping With Other People e interpretou o papel de noiva da personagem de Will Ferrell na comédia Get Hard. Em 2016, foi uma das protagonistas da comédia How to be Single.
Em junho de 2014, Brie juntou-se ao elenco da série de animação da Netflix, BoJack Horseman, onde emprestou a voz a várias personagens, incluindo uma das personagens principais, Diane Nguyen e a personagem recorrente Vincent Adultman. Brie participou no programa Lip Sync Battle e derrotou Will Arnett.

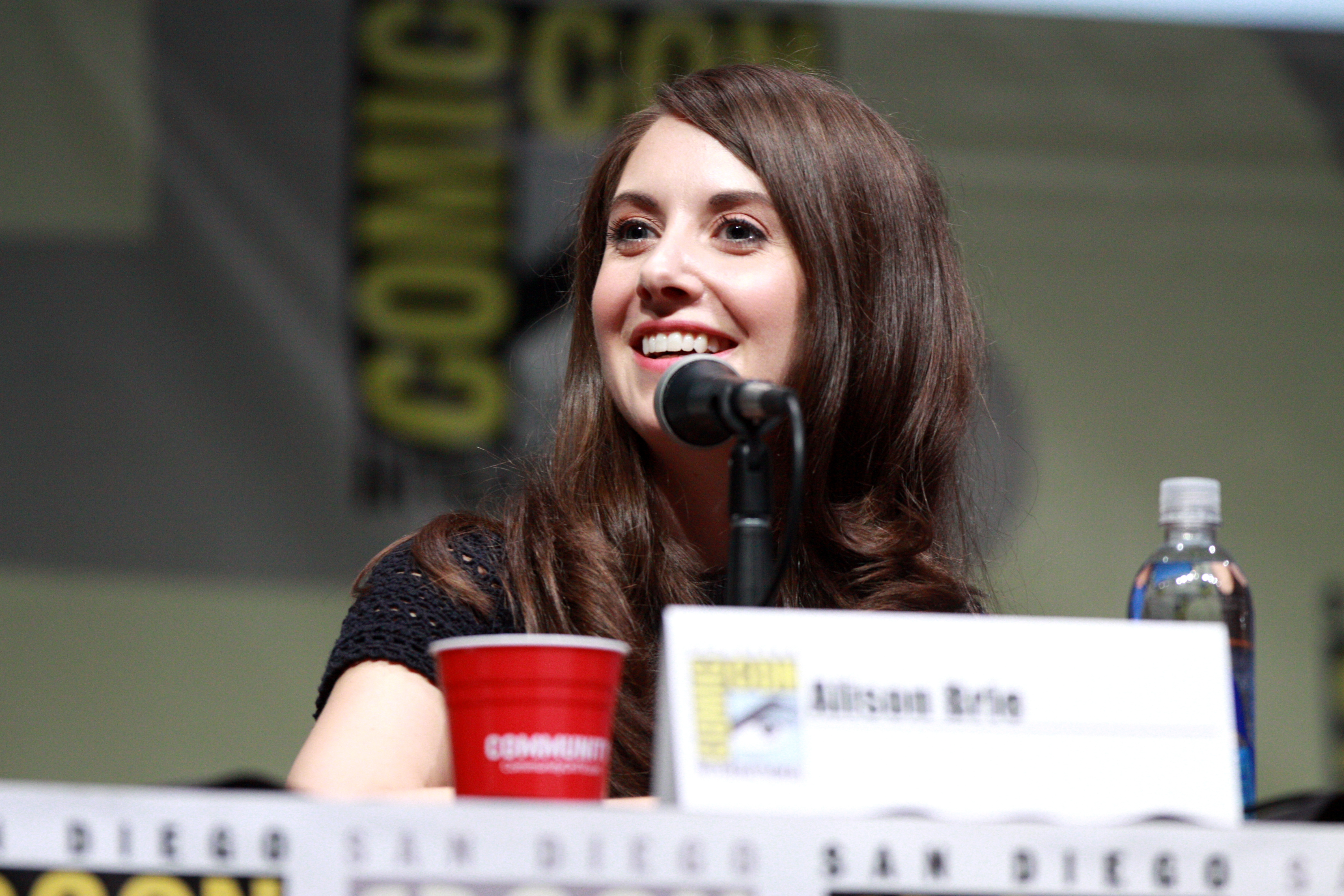
Brie na Comic-Con de San Diego 2013

Em agosto de 2016, foi anunciado que Brie seria a protagonista da série original de comédia da Netflix, GLOW, que se baseia no programa de wrestling feminino Gorgeous Ladies of Wrestling. A série estreou em junho de 2017 e recebeu críticas bastante positivas, tendo atualmente uma classificação de 96% no site Rotten Tomatoes.

## Filmografia

### Cinema
| Ano  | Título                            | Papel                    | Notas                    |
| ---- | --------------------------------- | ------------------------ | ------------------------ |
| 2004 | Stolen Poem                       | Alice                    | Curta-metragem           |
| 2007 | Dickie Smalls: From Shame to Fame | Mya                      |                          |
| 2007 | Born                              | Mary Elizabeth           |                          |
| 2008 | Parasomnia                        | Darcy                    |                          |
| 2008 | The Coverup                       | Grace                    |                          |
| 2008 | Buddy 'n' Andy                    | Michelle                 | Curta-metragem           |
| 2008 | Salvation, Texas                  | Lisa Salter              | Curta-metragem           |
| 2009 | Us One Night                      | Alyson                   | Curta-metragem           |
| 2010 | The Home Front                    | Hannah                   | Curta-metragem           |
| 2010 | Raspberry Magic                   | Ms. Bradlee              |                          |
| 2010 | Montana Amazon                    | Ella Dunderhead          |                          |
| 2011 | Scream 4                          | Rebecca Walters          |                          |
| 2012 | Save the Date                     | Beth                     |                          |
| 2012 | The Five-Year Engagement          | Suzie Barnes-Eilhauer    |                          |
| 2013 | The Kings of Summer               | Heather Toy              |                          |
| 2014 | The Lego Movie                    | Princesa Unigata (voice) |                          |
| 2014 | Search Party                      | Elizabeth                |                          |
| 2015 | Sleeping with Other People        | Lainey Dalton            |                          |
| 2015 | Get Hard                          | Alissa Barrow            |                          |
| 2015 | No Stranger Than Love             | Lucy Sherrington         |                          |
| 2016 | Joshy                             | Rachel                   |                          |
| 2016 | How to Be Single                  | Lucy                     |                          |
| 2016 | Get a Job                         | Tanya Sellers            |                          |
| 2016 | A Family Man                      | Lynn Vogel               |                          |
| 2017 | The Little Hours                  | Sister Alessandra        |                          |
| 2017 | The Disaster Artist               | Amber                    |                          |
| 2017 | The Post                          | Lally Weymouth           |                          |
| 2019 | The Lego Movie 2: The Second Part | Princesa Unigata (voice) |                          |
| 2020 | Promising Young Woman             | Madison McPhee           |                          |
| 2020 | Horse Girl                        | Sarah                    | Also writer and producer |
| 2020 | The Rental                        | Michelle                 |                          |
| 2020 | Happiest Season                   | Sloane Caldwell          |                          |

### Televisão
| Ano           | Título               | Papel                                    | Notas                                                       |
| ------------- | -------------------- | ---------------------------------------- | ----------------------------------------------------------- |
| 2006          | Hannah Montana       | Nina                                     | Episódio: "It's My Party and I'll Lie if I Want To"         |
| 2007–2015     | Mad Men              | Trudy Campbell                           | 36 episódios                                                |
| 2008          | The Deadliest Lesson | Amber                                    | Telefilme                                                   |
| 2009–2015     | Community            | Annie Edison                             | 110 episódios                                               |
| 2011          | Robot Chicken        | Martha Stewart / Vampire Lifeguard (voz) | Episódio: "The Godfather of the Bride 2"                    |
| 2012          | NTSF:SD:SUV::        | Joanie                                   | Episódio: "Sabbath-tage"                                    |
| 2012          | American Dad!        | Lindsay (voz)                            | Episódio: "Adventures in Hayleysitting"                     |
| 2013          | High School USA!     | Miss Temple (voz)                        | Episódio: "Choices"                                         |
| 2013          | Axe Cop              | Beautiful Girly Bobs (voz)               | Episódio: "The Dumb List"                                   |
| 2014          | Comedy Bang! Bang!   | Ela própria                              | Episódio: "Alison Brie Wears a Black Mesh Top & Mini-Skirt" |
| 2014-2020     | BoJack Horseman      | Diane Nguyen / Várias personagens (voz)  | 37 episódios                                                |
| 2015          | Lip Sync Battle      | Ela própria                              | Episódio: "Alison Brie vs. Will Arnett"                     |
| 2016–presente | Teachers             | Lauren Lark                              | Episódio: "Pilot"; também é produtora executiva             |
| 2016          | Doctor Thorne        | Martha Dunstable                         | 3 episódios                                                 |
| 2017          | Dr. Ken              | Ela própria                              | Episódio: "Ken's Big Audition"                              |
| 2017–2019     | GLOW                 | Ruth Wilder                              | 30 episódios                                                |
| 2021          | Rick and Morty       | Planetina                                | 3° Episódio da 5° temporada                                 |

## Prêmios e nomeações
| Ano  | Associação                         | Categoria                                                       | Trabalho                 | Resultado | Ref.   |
| ---- | ---------------------------------- | --------------------------------------------------------------- | ------------------------ | --------- | ------ |
| 2009 | Screen Actors Guild Awards         | Performance fora do comum por um elenco em série de drama       | Mad Men                  | Venceu    | [ 1 ]  |
| 2011 | Entertainment Weekly Awards        | Melhor atriz coadjuvante, comédia                               | Community                | Indicado  | [ 2 ]  |
| 2012 | Entertainment Weekly Awards        | Melhor atriz coadjuvante, comédia                               | Community                | Venceu    | [ 3 ]  |
| 2012 | Critics' Choice Television Awards  | Melhor atriz coadjuvante, comédia                               | Community                | Indicado  | [ 4 ]  |
| 2014 | Streamy Awards                     | Melhor escolha de elenco                                        | The ArScheerio Paul Show | Indicado  | [ 5 ]  |
| 2015 | Newport Beach Film Festival Awards | Conquista fora do comum em atuação                              | No Stranger Than Love    | Venceu    | [ 6 ]  |
| 2017 | Annie Awards                       | Conquista fora do comum, dublagem em uma produção de TV animada | BoJack Horseman          | Indicado  | [ 7 ]  |
| 2018 | Critics' Choice Television Awards  | Melhor atriz em uma série de comédia                            | GLOW                     | Indicado  | [ 8 ]  |
| 2018 | Satellite Awards                   | Melhor atriz – Série de televisão musical ou comédia            | GLOW                     | Indicado  | [ 9 ]  |
| 2018 | Golden Globe Awards                | Melhor atriz – Série de televisão musical ou comédia            | GLOW                     | Indicado  | [ 10 ] |
| 2018 | Screen Actors Guild Awards         | Performance fora do comum por uma atriz em série de comédia     | GLOW                     | Indicado  | [ 11 ] |
| 2018 | Screen Actors Guild Awards         | Performance fora do comum por um elenco em uma série de comédia | GLOW                     | Indicado  | [ 11 ] |
| 2019 | Satellite Awards                   | Melhor atriz – Série de televisão musical ou comédia            | GLOW                     | Indicado  | [ 12 ] |
| 2019 | Golden Globe Awards                | Melhor atriz – Série de televisão musical ou comédia            | GLOW                     | Indicado  | [ 13 ] |
| 2019 | Screen Actors Guild Awards         | Performance fora do comum por um elenco em uma série de comédia | GLOW                     | Indicado  | [ 14 ] |
| 2019 | Screen Actors Guild Awards         | Performance fora do comum por um elenco em uma série de comédia | GLOW                     | Indicado  | [ 14 ] |
| 2020 | Critics' Choice Television Awards  | Melhor atriz em uma série de comédia                            | GLOW                     | Indicado  | [ 15 ] |
| 2020 | Satellite Awards                   | Melhor atriz – Série de televisão musical ou comédia            | GLOW                     | Indicado  | [ 16 ] |
| 2024 | Astra TV Awards                    | Melhor atruz coadjuvante em uma minissérie de TV ou filme       | Apples Never Fall        | Indicado  | [ 17 ] |

1. ↑  «15th Annual Screen Actors Guild Awards». SAG-AFTRA. Consultado em July 21, 2020. Arquivado do original em September 13, 2012 Verifique data em: |acessodata=, |arquivodata= (ajuda)
2. ↑  September 16, EW Staff Updated; EDT, 2011 at 03:05 PM. «EWwy Awards 2011: Meet Your Winners!». EW.com (em inglês). Consultado em March 6, 2023. Arquivado do original em August 21, 2016 Verifique data em: |acessodata=, |arquivodata= (ajuda)
3. ↑  September 14, EW Staff Updated; EDT, 2012 at 06:00 PM. «EWwys 2012: Meet Your Winners!». EW.com (em inglês). Consultado em March 6, 2023. Arquivado do original em August 9, 2017 Verifique data em: |acessodata=, |arquivodata= (ajuda)
4. ↑  «2012 Critics' Choice Television Awards». BFJA. June 6, 2012. Consultado em July 21, 2020. Arquivado do original em June 7, 2012 Verifique data em: |acessodata=, |arquivodata=, |data= (ajuda)
5. ↑  «4th Annual Winners & Nominees». Consultado em July 21, 2020. Arquivado do original em April 3, 2019 Verifique data em: |acessodata=, |arquivodata= (ajuda)
6. ↑  «NB Film Festival Awards Announced». Newport Beach Independent. May 8, 2015. Consultado em July 21, 2020. Arquivado do original em May 19, 2021 Verifique data em: |acessodata=, |arquivodata=, |data= (ajuda)
7. ↑  «Annie Awards Nominees». Annie Awards. Consultado em July 21, 2020. Cópia arquivada em April 13, 2017 Verifique data em: |acessodata=, |arquivodata= (ajuda)
8. ↑  Tapley, Kristopher (January 11, 2018). «'Shape of Water,' 'Big Little Lies,' 'Handmaid's Tale' Top Critics' Choice Awards». Variety. Consultado em July 21, 2020. Arquivado do original em March 6, 2018 Verifique data em: |acessodata=, |arquivodata=, |data= (ajuda)
9. ↑  «2017 Winners». International Press Academy. Consultado em July 21, 2020. Arquivado do original em September 28, 2022 Verifique data em: |acessodata=, |arquivodata= (ajuda)
10. ↑  Otterson, Joe (January 8, 2018). «Mrs. Maisel Star Rachel Brosnahan Advocates for More Women's Stories During Golden Globes Win». Variety. Consultado em January 8, 2018. Cópia arquivada em August 28, 2018 Verifique data em: |acessodata=, |arquivodata=, |data= (ajuda)
11. ↑  «SAG Awards Winners: Complete List». Variety. January 21, 2018. Consultado em July 21, 2020. Arquivado do original em July 13, 2018 Verifique data em: |acessodata=, |arquivodata=, |data= (ajuda)
12. ↑  «2018 Winners». International Press Academy. Consultado em July 21, 2020. Arquivado do original em March 27, 2019 Verifique data em: |acessodata=, |arquivodata= (ajuda)
13. ↑  «The 76th Annual Golden Globe Awards (2019)». Hollywood Foreign Press Association. Consultado em July 21, 2020. Arquivado do original em October 4, 2019 Verifique data em: |acessodata=, |arquivodata= (ajuda)
14. ↑  McNary, Dave (January 27, 2019). «SAG Awards: 'Black Panther,' 'Mrs. Maisel,' 'This Is Us' Take Ensemble Prizes». Variety. Consultado em July 21, 2020. Arquivado do original em April 12, 2021 Verifique data em: |acessodata=, |arquivodata=, |data= (ajuda)
15. ↑  Hammond, Pete (December 8, 2019). «'The Irishman', 'Once Upon A Time In Hollywood' Lead Critics' Choice Nominations; Netflix Dominates With 61 Noms In Movies And TV». Deadline Hollywood. Consultado em July 21, 2020. Arquivado do original em December 8, 2019 Verifique data em: |acessodata=, |arquivodata=, |data= (ajuda)
16. ↑  «2019 Winners». International Press Academy. Consultado em July 21, 2020. Arquivado do original em December 19, 2019 Verifique data em: |acessodata=, |arquivodata= (ajuda)
17. ↑  «The 2024 Astra TV Awards Nominations Have Arrived» (Nota de imprensa). The Astra Awards. July 9, 2024. Consultado em July 10, 2024 Verifique data em: |acessodata=, |data= (ajuda)